# Liudolf van Brunswijk
Liudolf (ca. 1005 - Italië, 23 april 1038) was een Saksische graaf uit de 11e eeuw die ook heerste over Midden-Friesland. Hij wordt beschouwd als grondlegger van de Friese Brunonen.

## Geschiedenis
Liudolf was een zoon van Bruno I (Graaf van de Derlingau) en Gisela van Zwaben. Keizer Koenraad II de Saliër was daardoor zijn stiefvader. 
Liudolf huwde ca 1020 met Gertrude Billung van Egisheim (Dagsburg in Duitsland) (*ca 1005- 21 juli 1077). Gertrude is een dochter van Egbert Billung, zoon van Egbert Eenoog (932-994), uit het geslacht der Billungers die over bezittingen en (grafelijke) rechten in Midden-Frisia beschikten.
In 1024 werden de Friese graafschappen Oostergo, Westergo en Zuidergo formeel aan hem toegewezen. Hij zou deze tot aan zijn dood besturen en na hem nog twee generaties Brunonen. Behalve de Friese graafschappen, was hij ook graaf van Braunschweig (stad) en de Derlingouw.
Echte feitelijkheden uit het leven van graaf Liudolf zijn niet bekend. Hij stierf in 1038, toen hij samen met Koenraad II een reis naar Italië maakte en het gezelschap door ziekten werd geteisterd. Hij werd opgevolgd door zijn oudste zoon Bruno II.

## Familie
Zij kregen de volgende kinderen:
- Mathilde van Friesland, gehuwd met Hendrik I van Frankrijk
- Bruno II
- Egbert I van Meißen
- Ida, gehuwd met:

1. Leopold I, de Sterke, zoon van Adalbert van Oostenrijk. Ouders van Oda en Egbert
2. Dedo van Dietmarschen
3. Etheler van Dietmarschen

met haar laatste twee mannen kreeg Ida: Richensa (gehuwd met Egilmar van Oldenburg) en Burchard (aartsbisschop in een onbekende plaats)
- vermoedelijk een onbekende dochter, getrouwd met Koenraad van Haldensleben

## Voetnoten
1. ↑  D.J. Henstra, Friese graafschappen tussen Zwin en Wezer, zie bijgevoegd verwantschapsschema A en B. en blz. 94, noot 105 voor huwelijk